# Saint-Brieuc-des-Iffs
Saint-Brieuc-des-Iffs è un comune francese di 371 abitanti situato nel dipartimento dell'Ille-et-Vilaine nella regione della Bretagna.

## Società

### Evoluzione demografica
Abitanti censiti